# نيل دوغاتي
نيل دوغاتي (بالإنجليزية: Neal Doughty)‏ هو كاتب أغاني وموسيقي أمريكي، ولد في 29 يوليو 1946 في إيفانسفيل في الولايات المتحدة.

## وصلات خارجية
- نيل دوغاتي على موقع ميوزك برينز (الإنجليزية)
- نيل دوغاتي على موقع أول ميوزيك (الإنجليزية)
- نيل دوغاتي على موقع ديسكوغز (الإنجليزية)